# 舊鐵路橋

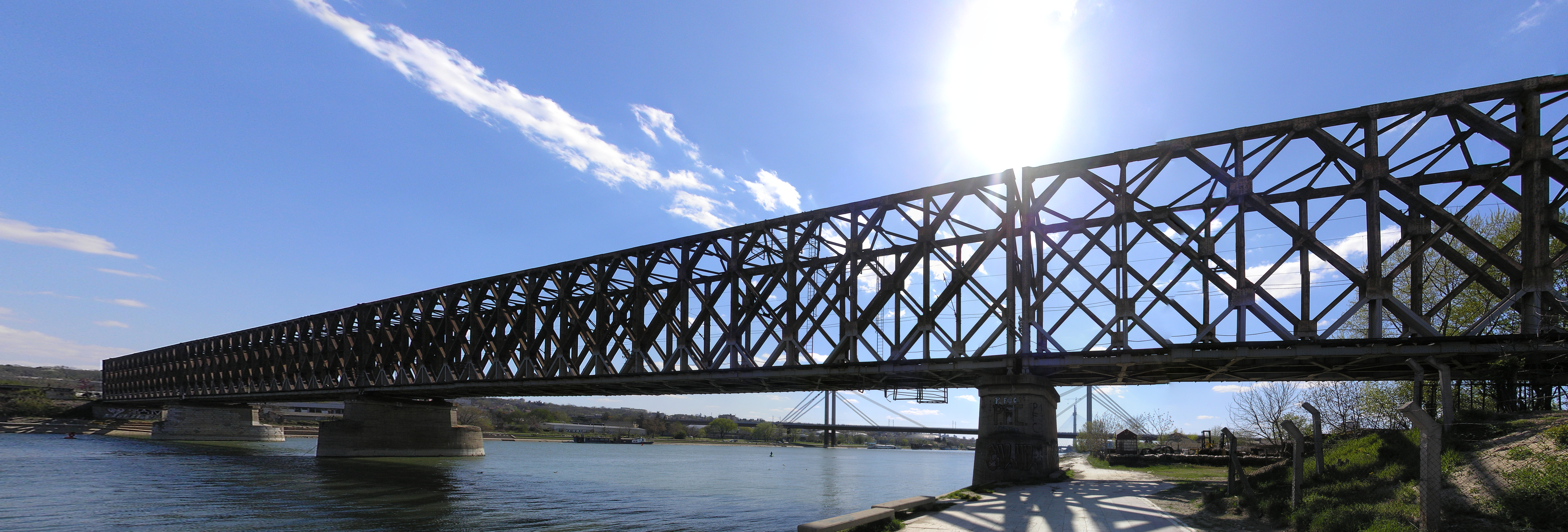
舊鐵路橋

舊鐵路橋是塞爾維亞首都貝爾格萊德的一座橋樑，橫跨薩瓦河。這座橋樑是貝爾格萊德首座鐵路橋，直到1935年為止也是貝爾格萊德唯一的一座鐵路橋。在兩次世界大戰期間，舊鐵路橋都曾經被拆除。